# Bergendi Barnabás
Bergendi Barnabás (Vágsellye, 1996. április 22. –) magyar színész, rendező.

## Életpályája
1996-ban született a felvidéki Vágsellyén. Előbb a helyi Pázmány Péter Általános Iskolában tanult, majd a galántai Kodály Zoltán Gimnáziumban érettségizett. 2014-2019 között a Kaposvári Egyetem színművész szakán tanult, Eperjes Károly osztályában. 2019-2022 között a Pécsi Nemzeti Színház tagja, ahol egyetemi gyakorlatát is töltötte. 2022-től szabadúszó.
2022-ben alapítója a Kultbazár elnevezésű alternatív színházi műhelynek.

## Főbb színházi szerepei
| Szerző                                                                        | Előadás címe                                | Szerep                                                    | Színház               | Rendező            | Bemutatás éve |
| ----------------------------------------------------------------------------- | ------------------------------------------- | --------------------------------------------------------- | --------------------- | ------------------ | ------------- |
| Fjodor Mihajlovics Dosztojevszkij                                             | Bűn és bűnhődés                             | I. Petrovics / Zoszimov / Pesztrjakov / A mázoló / A diák | Pécsi Nemzeti Színház | Zsótér Sándor      | 2022          |
| Funk Iván                                                                     | A híd (Error)                               | ifj. Csizmadia Gábor, a fiuk                              | Pécsi Nemzeti Színház | Funk Iván          | 2021          |
| Balázs Béla - Radványi Géza - Böhm György - Korcsmáros György - Horváth Péter | Valahol Európában                           | Tróger                                                    | Pécsi Nemzeti Színház | Vidákovics Szláven | 2021          |
| Háy János                                                                     | Utánképzés ittas vezetőknek                 | Sanyi, vendéglős, talán szakács                           | Pécsi Nemzeti Színház | Soós Péter         | 2021          |
| Katona József                                                                 | Bánk Bán                                    | Petur bán, bihari főispán                                 | Pécsi Nemzeti Színház | Vilmos Noémi       | 2020          |
| Friderich Schiller                                                            | Ármány és szerelem                          | von Kalb, főkamarás                                       | Pécsi Nemzeti Színház | Méhes László       | 2020          |
| Lionel Bart-William David Brohn                                               | Oliver                                      | Noah Claypole, segéd a koporsókészítőnél                  | Pécsi Nemzeti Színház | Nagy Viktor        | 2019          |
| Kertész Erzsi                                                                 | Panthera                                    | Vince, diák                                               | Pécsi Nemzeti Színház | Tóth András Ernő   | 2019          |
| Funk Iván                                                                     | Mobil                                       | Antal László                                              | Pécsi Nemzeti Színház | Funk Iván          | 2019          |
| Friedrich Dürrenmatt                                                          | A fizikusok                                 | Blocher, rendőr                                           | Pécsi Nemzeti Színház | Keszég László      | 2019          |
| Fábián Péter                                                                  | Mecseki tigris, vagy amit akartok           | Epe pankrátor / Agy**sz, allegorikus fickó                | Pécsi Nemzeti Színház | Benkó Bence        | 2018          |
| Michael Ende                                                                  | A pokoli puncs-pancs                        | Átkos Ákos, pokoli végrehajtó                             | Pécsi Nemzeti Színház | Kéri Kitty         | 2018          |
| Peter Handke                                                                  | Az óra, amikor semmit nem tudtunk egymásról |                                                           | Pécsi Nemzeti Színház | Czukor Balázs      | 2018          |
| Reginald Rose                                                                 | 12 dühös ember                              | 5. esküdt                                                 | Pécsi Nemzeti Színház | Méhes László       | 2017          |
| Szücs Zoltán                                                                  | Addikt                                      | Lacika                                                    | Pécsi Nemzeti Színház | Anger Zsolt        | 2016          |

## Rendezései
| Szerzők                          | Előadás címe | Színház                                                                       | Bemutatás éve |
| -------------------------------- | ------------ | ----------------------------------------------------------------------------- | ------------- |
| Presser Gábor-Sztevanovity Dusán | A padlás     | Csiky Gergely Színház (Kaposvár)                                              | 2019          |
| Ivan Vyrypaev                    | Részegek     | Csiky Gergely Színház (Kaposvár), Kaposvári Egyetem Rippl-Rónai Művészeti Kar | 2018          |

## Filmes és televíziós szerepei
- Brazilok (2017) – Ábel
- Napszállta (2018)
- Foglyok (2019) – Laci
- Hazatalálsz (2023) – Zakovecz
- Az első kettő (2023) – Boldizsár
- Most vagy soha! (2024) – Márciusi ifjú
- Véletlenül írtam egy könyvet (2025)